# Čínská restaurace

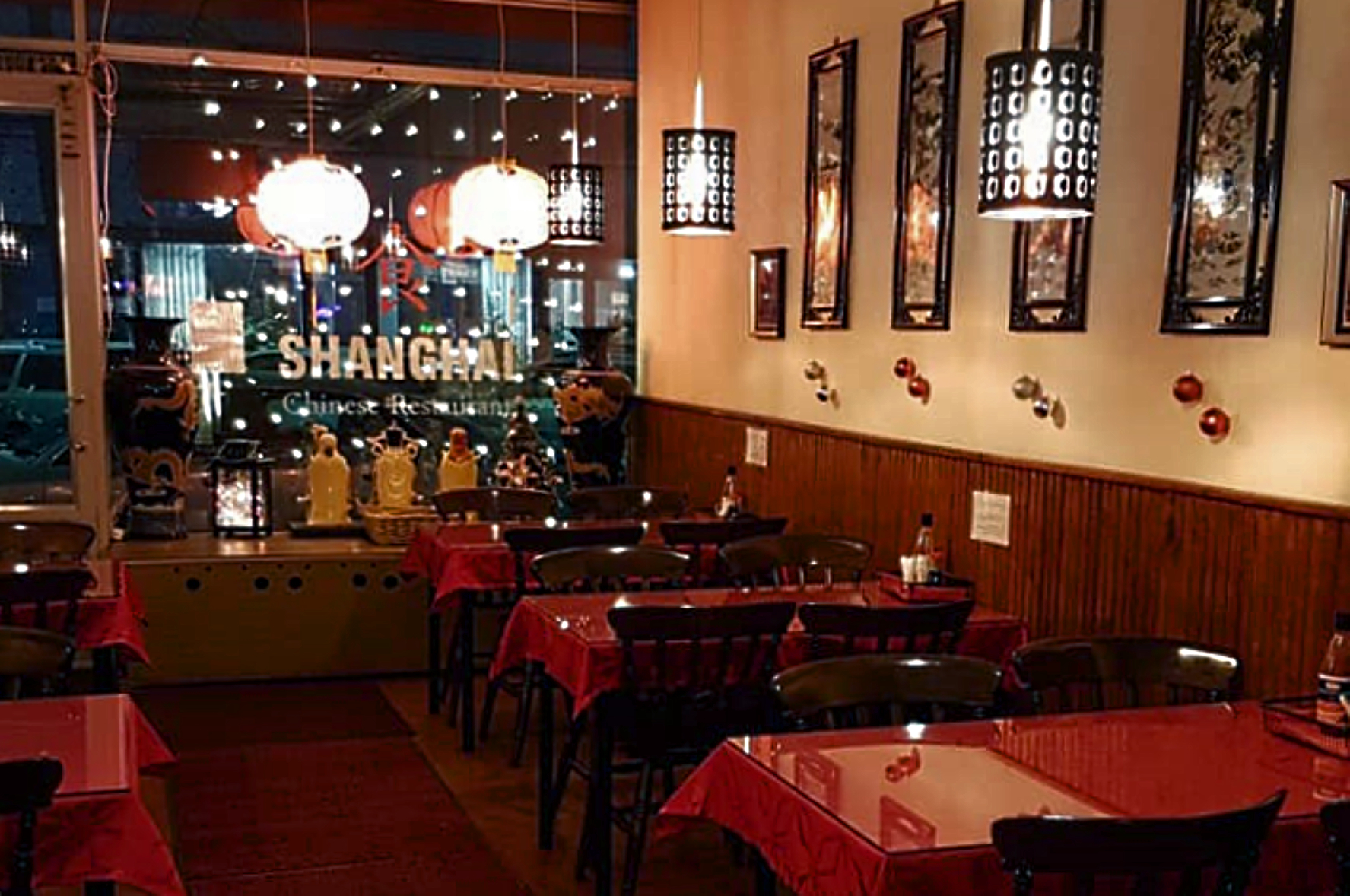
Interiér čínské restaurace ve městě Tampere ve Finsku.

Čínská restaurace je druh pohostinného podniku, jež servíruje pokrmy z čínské kuchyně. Z důvodu širokého rozšíření čínského lidu na zemi se čínská kuchyně ve všech zemích přizpůsobila tamním chuťovým preferencím. Velká část podniků také v nabídce má pokrmy z kantonské a indonéské kuchyně.
Až typickou vlastností těchto podniků je možnost tzv. „Take away“, což znamená, že jídlo je možné si vzít s sebou a odnést jej a následně zkonzumovat jinde, například doma. Část z nich dokonce má i vlastní rozvoz.

## Rozšíření ve světě
Restaurace podávající čínskou kuchyni jsou ve světě velice oblíbené.

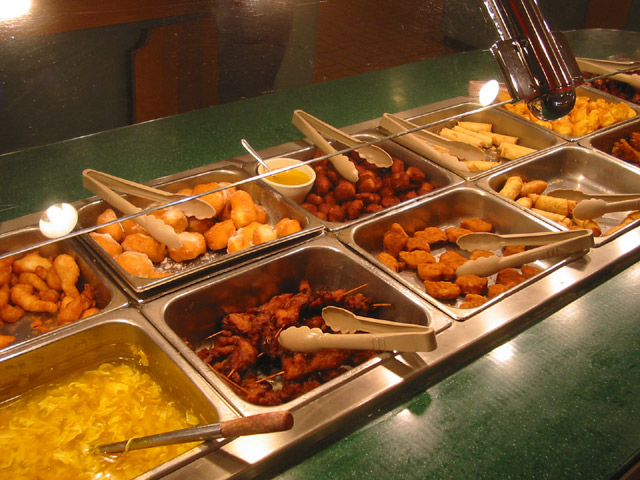
Čínský bufet

Ve Spojených státech začaly být otevírány veřejnosti první restaurace tohoto typu již v roce 1849, první z nich pod názvem Canton Restaurant. V roce 1850 bylo v San Franciscu již 5 restaurací. Tento trend se rozšířil i směrem na východ a do New Yorku. V roce 2015 bylo v USA 46 tisíc restaurací.
Počátkem 80. let 19. století se v Londýně a Liverpoolu objevily čínské potraviny a stravovací domy, které navštěvovali především čínští námořníci a studenti.
V roce 1884 bylo čínské jídlo prezentováno na Mezinárodní výstavě zdraví v Londýně.
V 50. letech 20. století byla v Praze ve Vodičkově ulici 19 otevřena jedna z prvních čínských restaurací v Evropě, nazvaná Čínská restaurace. Byla založena na popud Adolfa Hoffmeistera, československého velvyslance v Paříži. Kuchaře a nábytek se slonovinou věnoval restauraci Mao Ce-tung. Po roztržce Sovětského svazu s Čínou v 60. letech se však kuchaři museli vrátit zpět do vlasti a byl také problém s dodávkami čínských potravin. Restaurace však nadále úspěšně pokračovala s českým personálem a náhražkami. Fungovala až do roku 1992, kdy prostory zrestituovali původní majitelé.
Oblíbené jsou tyto podniky i v Austrálii, Nizozemsku a Kanadě.

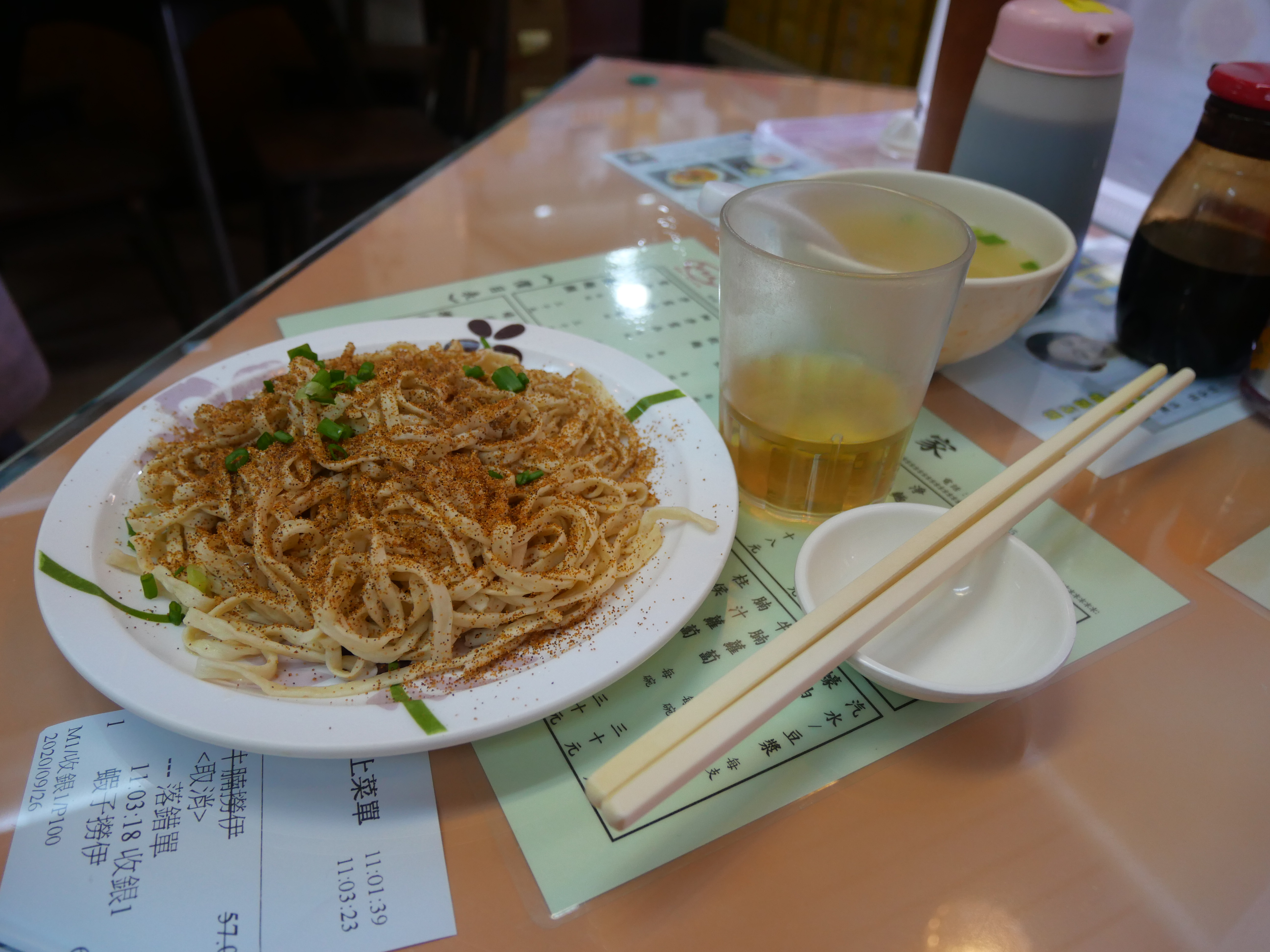
Klasické čínské nudle s krevetovou omáčkou